# Haizhu
Haizhu (chinês tradicional: 海珠區, chinês simplificado: 海珠区, pinyin: Hǎizhū Qū) é um dos dez distritos de Guangzhou, capital da província de Guangdong, na China.
O nome Haizhu significa Mar de Pérolas em chinês. 